# Call Her King
Call Her King é un film statunitense del 2023 diretto da Wes Miller.

## Trama
Dopo che Sean Samuels, fratello di Gabriel detto ''Black Caesars", prende in ostaggio l'aula di un tribunale dopo che il fratello viene condannato per associazione a delinquere e omicidio. Il giudice Jaeda King decide di prendere in mano la situazione per salvare gli ostaggi.